# Пјана Криксија
Пјана Криксија (итал. Piana Crixia) је насеље у Италији у округу Савона, региону Лигурија.
Према процени из 2011. у насељу је живело 816 становника. Насеље се налази на надморској висини од 270 м.

## Становништво
Према резултатима пописа становништва 2011. у општини је живело 857 становника.
| 1931. | 1936. | 1951. | 1961. | 1971. | 1981. | 1991. | 2001. | 2011. |
| ----- | ----- | ----- | ----- | ----- | ----- | ----- | ----- | ----- |
| 1.575 | 1.582 | 1.605 | 1.299 | 995   | 830   | 838   | 816   | 857   |

## Партнерски градови
- Saint-Jodard